# Results May Vary
Results May Vary – czwarty studyjny album grupy muzycznej Limp Bizkit.

## Lista utworów
1. Re-entry
2. Eat You Alive
3. Gimme The Mic
4. Underneath The Gun
5. Down Another Day
6. Almost Over
7. Build A Bridge
8. Red Light – Green Light (ft. Snoop Dogg)
9. The Only One
10. Let Me Down
11. Lonely World
12. Phenomenon
13. Creamer (Radio Is Dead)
14. Head For The Barricade
15. Behind Blue Eyes (cover The Who)
16. Drown
17. Let It Go (UK & Japan Bonus Track)
18. Armpit (Japan Bonus Track)

## Single z albumu
1. Eat You Alive
2. Behind Blue Eyes
3. Almost Over